# CD Cova da Piedade
CD Cova da Piedade is een op 28 januari 1947 opgerichte voetbalclub uit Cova da Piedade, een plaats (freguesia) in de Portugese gemeente Almada. De club komt uit in de Segunda Liga, de op een na hoogste divisie, nadat het in 2016 als eerste was geëindigd in de Campeonato Nacional.
Académico de Viseu · 
FC Alverca ·
Benfica B ·
GD Chaves ·
Feirense ·
Felgueiras ·
União Leiria ·  
Leixões · 
Mafra · 
Marítimo · 
Oliveirense · 
Paços de Ferreira ·
Penafiel · 
Porto B ·  
Portimonense · 
Tondela · 
Torreense · 
FC Vizela